# حمام طاهر و مطهر
حمام طاهر و مطهر مربوط به اویل دوره قاجار است و در شهرستان نوشهر، بخش کجور، دهستان توابع کجور، روستای هزار خال واقع شده و این اثر در تاریخ ۲۶ اسفند ۱۳۸۶ با شمارهٔ ثبت ۲۲۰۴۳ به‌عنوان یکی از آثار ملی ایران به ثبت رسیده است.